# براندون هانكوك
براندون هانكوك (بالإنجليزية: Brandon Hancock)‏ هو لاعب كرة قدم أمريكية أمريكي، ولد في 13 يونيو 1983.